# Bienservida
Bienservida er en by og kommune i det sydøstlige Spanien i provinsen Albacete. Den har et indbyggertal på 552 (2024) indbyggere.